# Houyuan (88-87 av. J.-C.)
Pour les articles homonymes, voir Houyuan.
L'ère Houyuan, ou Heou-yuan (88-87 av. J.-C.) (chinois simplifié : 后元 ; chinois traditionnel : 後元 ; pinyin : Hòuyuán ; litt. « Après la fondation ») est la onzième et dernière ère chinoise de l'empereur Wudi de la dynastie Han.
Il existait un débat entre lettrés au sujet du véritable nom de cette ère. En effet, le Livre des Han parle tantôt d'êre Houyuan, tantôt d'ère Hou. Certains lettrés ont donc pensé que le nom de l'ère devait probablement s'écrire avec le seul caractère Hou, le caractère Yuan signifiant 1re année : Houyuan s'écrit en effet 後元 et « première année » 元年. Selon d'autres lettrés, lorsqu'apparaît dans le Livre des Han « Première année de Hou » (後元年), un caractère Yuan a été omis et il s'agit bien de l'ère Houyuan. D'autres lettrés ont pensé que le véritable nom de l'ère serait Zhenghehouyuan (征和後元). De nos jours, on parle principalement d'ère Houyuan.

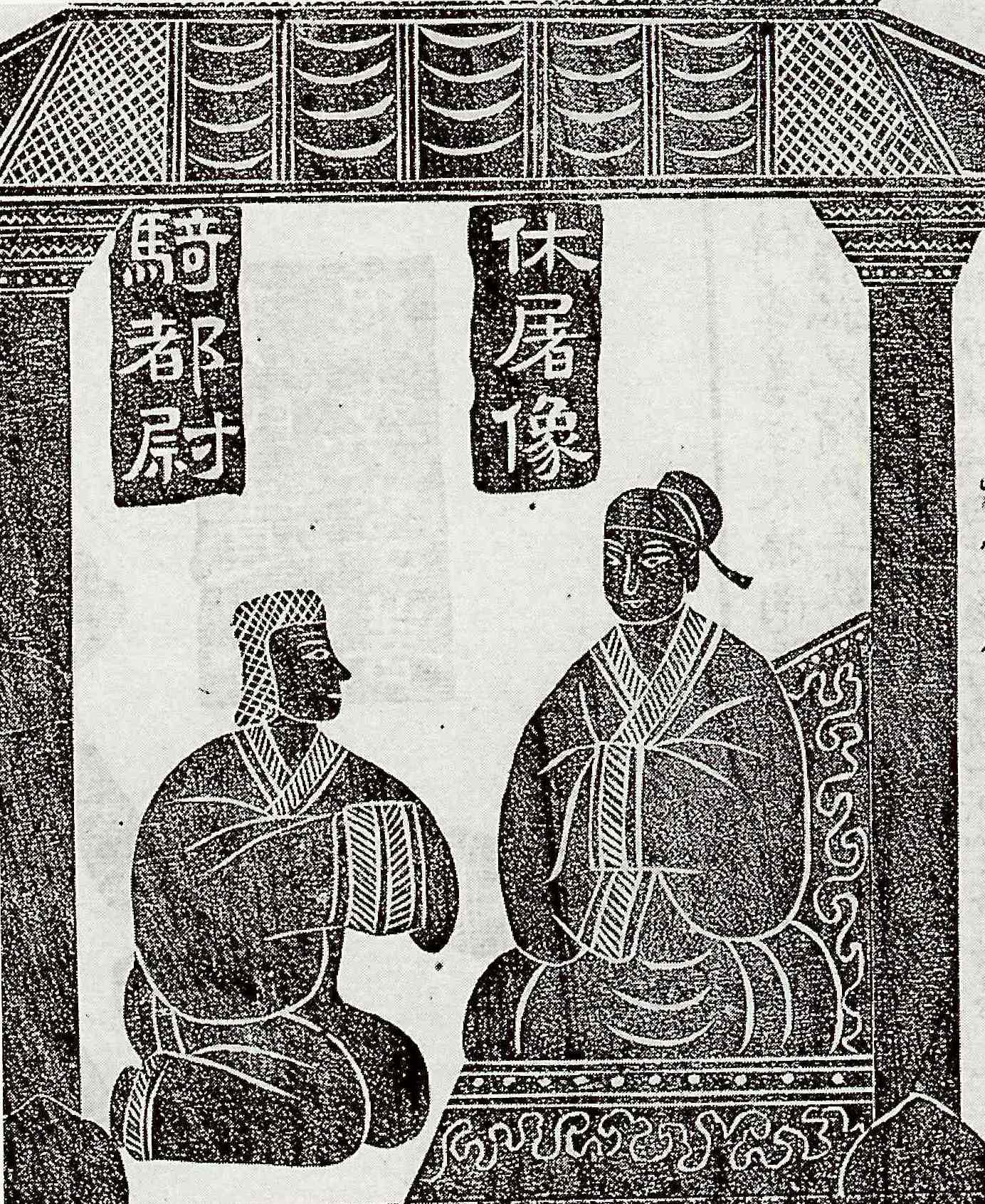
Histoire de Jin Midi, captif hiong-nou devenu palefrenier puis conseiller de l'empereur Wudi (Houyuan) qui le nomme co-régent à sa mort en 87 av. J.-C. Peinture du IIe s.

## Chronique

### 2deannée(87av. J.-C.)
- mort de l'empereur Wudi des Han après un règne de cinquante-quatre ans. Son fils Liu Fuling lui succède sous le nom de Zhaodi.

| Houyuan                | 1re année    | 2de année    |
| ---------------------- | ------------ | ------------ |
| Calendrier julien      | 88 av. J.-C. | 87 av. J.-C. |
| Calendrier sexagésimal | Guisi        | Jiawu (de)   |